# Michael Johnson (calciatore 1990)
Michael Johnson (8 luglio 1990) è un calciatore britannico delle Isole Cayman, di ruolo difensore.

## Carriera

### Club
Ha giocato nella massima serie del campionato delle Isole Cayman con il Future per poi trasferirsi negli Stati Uniti per giocare con il Rocket City United.

### Nazionale
Ha esordito in Nazionale nel 2009, prendendo parte a 2 incontri valevoli per le qualificazioni ai Mondiali 2014.